# Verwürfelung

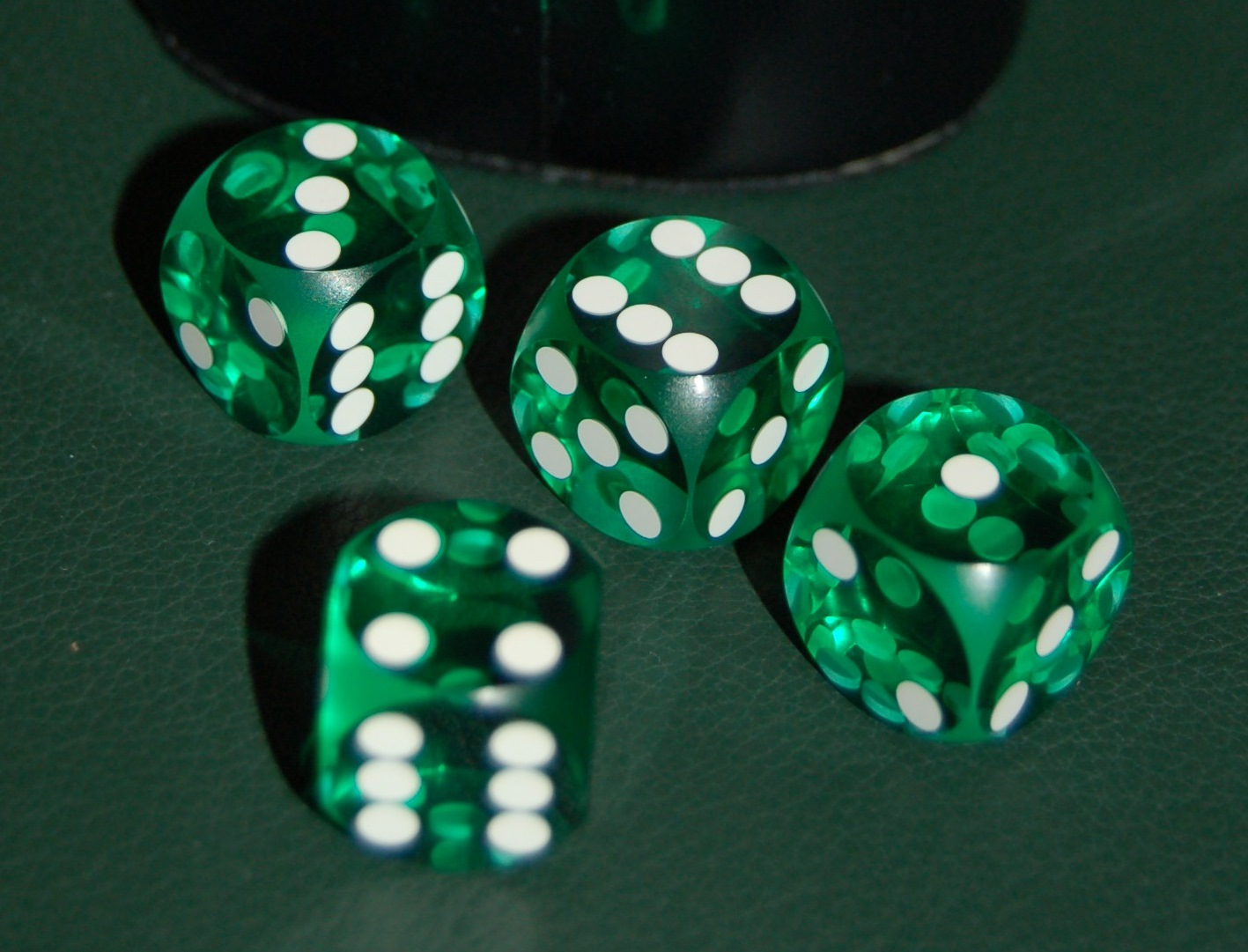
Präzisionswürfel

Verwürfelung (englisch scrambling), auch Umwürfelung, ist ein Fachbegriff der Kryptologie und bezeichnet die möglichst zufällige Änderung der Reihenfolge der Buchstaben des Alphabets (A–Z) oder auch eines anderen Zeichensatzes, beispielsweise der zehn Ziffern (0–9).

## Zweck
Hiermit kann eine Verschlüsselung bewirkt werden, das heißt die Umwandlung eines Klartextes in einen Geheimtext. Die Begriffe „Texte“ und „Alphabet“ sind hier als historisch gewachsen zu interpretieren und in der Moderne als symbolische Bezeichnungen für beliebige Datenströme, beispielsweise auch Tondateien, Bilddateien oder Videodateien, aufzufassen.

## Erzeugung
Im einfachsten Fall wird eine Verwürfelung manuell (von Hand) erzeugt, beispielsweise durch Ziehen von Buchstabenzetteln aus einer Urne oder mithilfe einer Lostrommel, die 26 Kugeln enthält, jeweils beschriftet mit einem anderen der 26 Großbuchstaben des lateinischen Alphabets.

## Beispiel
Ein Beispiel für ein „gut verwürfeltes“ Alphabet wäre:
- E K M F L G D Q V Z N T O W Y H X U S P A I B R C J

## Maschinen
Darüber hinaus sind zur automatischen Erzeugung von Verwürfelungen zahlreiche mechanische und elektrische Maschinen und Geräte entwickelt worden. Ein Beispiel ist der Scrambler in der Telekommunikation.

## Umkehrung
Um die Entschlüsselung zu erreichen, das heißt die Rückumwandlung des Geheimtextes in den ursprünglichen Klartext zu ermöglichen, muss bekannt sein, wie das verwürfelte Alphabet aussah. Diese Kenntnis stellt den benötigten Schlüssel dar.